# Acidosi

Nomograma de l'homeòstasi acidobàsica. Observeu les àrees corresponents als diferents tipus d'acidosi en l'esquerra

L'acidosi és un augment de l'acidesa en la sang i altres teixits del cos (és a dir, un augment de la concentració d'ions d'hidrogen). Si no es diu el contrari en general es refereix a l'acidesa del plasma sanguini.
L'acidosi es diu que es produeix quan el pH arterial cau per sota de 7,35 (excepte en el fetus - veure més a baix), mentre que el seu contrari (l'alcalosi) es produeix a un pH superior a 7,45. La gasometria arterial i altres proves són necessàries per separar les causes principals.
El terme acidèmia descriu l'estat de baix pH en la sang, mentre que l'acidosi s'utilitza per descriure els processos que condueixen a aquests estats. No obstant això, els termes s'utilitzen de vegades indistintament. La distinció pot ser important quan un pacient té factors que causen tant l'acidosi com l'alcalosi, on la gravetat relativa dels dos determina si el resultat és pH alt o baix.
La taxa d'activitat metabòlica cel·lular afecta i, a la vegada, es veu afectada pel pH dels líquids corporals. En els mamífers, el pH normal de la sang arterial es troba entre 7,35 i 7,50 depenent de l'espècie (per exemple, el pH de la sang arterial humana varia entre 7,35 i 7,45). Els valors de pH de sang que són compatibles amb la vida en els mamífers es limiten a un marge de pH entre 6,8 i 7,8. Els canvis en el pH de la sang arterial (i per tant del fluid extracel·lular), fora d'aquest marge provoca un dany cel·lular irreversible.

## Acidosi metabòlica
L'acidosi metabòlica pot ser el resultat d'augment de la producció d'àcids metabòlics o trastorns en la capacitat per excretar àcid a través dels ronyons. L'acidosi renal s'associa amb una acumulació d'urea i creatinina, així com residus d'àcid metabòlics de catabolisme proteic.

## Acidosi respiratòria
L'acidosi respiratòria d'una acumulació de diòxid de carboni a la sang (hipercàpnia), a causa de la hipoventilació. Habitualment és causada per problemes pulmonars, però també pot ser provocada per lesions al cap, fàrmacs (especialment anestèsics i sedants), i tumors cerebrals, causant llavors l'acidèmia. Així entre les causes més freqüents es troben el pneumotòrax, l'emfisema, la bronquitis crònica, l'asma, la pneumònia greu, i l'aspiració. També pot ocórrer com una resposta compensatòria a l'alcalosi metabòlica crònica.